# Весенняя улица (Киев)
Весе́нняя у́лица (укр. Весняна́ ву́лиця) — улица в Голосеевском районе города Киева в исторической местности Мышеловка. Пролегает от проспекта Науки до улицы Квитки-Основьяненко.
К Весенней улице примыкают улицы Армейская, Золотоношская и Корчеватская.

## История
Весенняя улица возникла в 30-е годы XX века. До 1944 года называлась 39-я Новая.
По всей длине улица Весенняя застроена малоэтажными частными домами. По адресу улица Весенняя, 33 находится деревянная церковь Архистратига Михаила Украинской православной церкви Киевского патриархата.